# ERa (バンド)
イーラ (Era、表記上は「eRa」となる) は、ヘヴィメタル・ギタリストであるエリック・レヴィを中心として構成されるフランスのニューエイジ・ミュージック・ユニット。
エリック・レヴィの弾くエレクトリック・ギターのサウンドに、60人のコーラス隊が造語による歌詞をオペラ風に歌う。代表曲である「Ameno」は、日本のテレビ朝日の番組『GET SPORTS』のテーマ曲や、メキシコ人プロレスラーのミスティコの入場曲、ヒュンダイ・トラジェXG (韓国仕様車)のCM曲として使用された。

## メンバー
- エリック・レヴィ (Eric Lévi)
- ガイ・プロズロー (Guy Protheroe)
- リーナ・ジネグレン (Lena Jinnegren)
- エリック・ガイセン (Eric Geisen)
- フローレンス・ディダム (Florence Dedam)
- ミュリエル・レフェーブル (Murielle Lefebvre)
- チェスター・トンプソン (Chester Thompson)
- リーランド・スカラー (Lee Sklar)
- ダリル・ステューマー (Daryl Stuermer)
- アイリーン・ブスタマンテ (Irene Bustamante)

## ディスコグラフィ

### スタジオ・アルバム
- Era (1996年)
- Era 2 (2000年)
- The Mass (2003年)
- Reborn (2008年)
- Classics (2009年)
- Classics II (2010年)
- Arielle Dombasle by Era (2013年)
- The 7th Sword (2017年)

### コンピレーション・アルバム
- The Legend (2000年)
- The Very Best of Era (2004年)
- The Essential (2010年)

### シングルとEP
- Ameno (1996年)
- Mother (1997年)
- Misere Mani (1998年)
- Enae Volare Mezzo (1998年)
- Infanati (2000年)
- Divano (2000年)
- Don't U (2001年)
- The Mass (2003年)
- Looking for Something (2003年)
- Don't Go Away (2003年)
- Reborn (2008年)
- Kilimandjaro (2008年)
- Ave Maria (2013年)
- 7 Seconds (2017年)
- Kilimandjaro (Dark Remix) (2017年)

### 2枚組アルバム
- Era / Era 2 (2003年)
- Reborn / Classics (2010年)

### ライブ・アルバム
- The Live Experience (2022年)